# AirPods
AirPods（エアーポッズ）は、Appleが開発・製造・販売するワイヤレス方式のマイク付きイヤフォンである。本稿では、AirPods Pro（エアーポッズ プロ）についても解説する。AirPods Maxについては別記事で解説する。
初代AirPodsは2016年9月7日（現地時間）の新製品発表会で、iPhone 7とともに発表された。
2019年10月28日には、新しいデザインでアクティブノイズキャンセリング機能を採用したAirPods Proを発表し、同月30日に販売を開始した。
2020年12月8日には、ヘッドフォンタイプのアクティブノイズキャンセリング機能を採用したAirPods Maxを発表し、同月15日に販売を開始した。
初代AirPodsから充電ケースの端子はLightningであったが、2023年9月12日に発表されたAirPods Pro（第2世代）以降は、USB-Cとなった。

## 特徴
AirPodsと機器との通信は無線通信規格Bluetoothを用いて行う。初回のペアリングはBluetoothがオンになっている対象のデバイスにAirPodsを近づけた状態でケースの蓋を開け、画面に表示されるポップアップをタップすることで完了し、ペアリング以後はケースの蓋を開けるだけで自動的にデバイスと接続される。また、Apple Accountを使用して情報を共有することにより、Apple製デバイス間での接続の切り替えを容易にしている。
AirPods本体は左右で分かれており、EarPodsからコードを取り払ったような形状をしている。装着時の特徴的な見た目に当初は「耳からうどん」などという意見も多数みられた。双方にマイクやセンサー、バッテリーが内蔵されており、先端部には充電用の接点がある。片方のAirPodのみの利用、さらには1台のApple製デバイスに2組のAirPodsを接続して他の人と同時に音楽を聴くことも可能となっている。
本体には肌を検知するセンサー (AirPods 第2世代は近接センサー) を搭載しており、耳から外すと音楽が一時停止し、再び装着すると音楽が再開する機能もある。さらに本体に搭載されている感圧センサーを操作することで再生/一時停止やSiriの起動、ノイズキャンセリングのオン•オフなどの操作が可能。
本体の充電は付属の充電ケースに収納することで行われる。ケースに本体を収納した状態でLightningもしくはUSB-Cのケーブルを接続するか、対応している場合はワイヤレス充電スタンドに置くことで、ケース・本体両方の充電が可能なほか、ケースを充電していないときは、ケースのバッテリーから本体を充電することが可能となっている。なお、異なる世代のAirPodsを同じケースで充電することはできない。
また、AirPodsの充電中、Wi-Fiに接続されたiPhoneやMacとBluetooth接続している間に、ファームウェアアップデートが実行される事がある。アップデートを通じて機能追加やバグ修正が行われる。
対応コーデックはSBCとAAC-ELDで、ロスレス対応モデルではApple独自のワイヤレスオーディオプロトコルも使用されている。Siri、aptXやLDACには対応しないなど機能は一部制限されるが、ウォークマンやAndroid、Windows PCなどでもBluetoothのA2DPに対応の製品であれば接続可能（公式サポートでも他社製品と接続可能な旨は明記されている）。

## AirPods

### 第1世代
当初は2016年10月下旬の発売予定が技術面の問題から延期されていたが、同年12月13日に販売を開始した。非常に人気があり、Apple公式オンラインストアであるApple Storeでは、2017年1月時点で配送まで6週間待ちになるなど品薄状態になった。AirPodsの販売数は公表されていないが、Apple CEOのティム・クックは「英: runaway success（手に負えないほどの成功）」と表現した。
調査会社Slice Intelligenceが2017年1月11日に発表した調査結果によると、2016年12月中に米国でオンライン販売されたワイヤレスヘッドフォンのシェア26.0％をAirPodsが獲得しており、シェア1位に躍り出たとしている。
調査会社NPDは、AirPodsの立ち上げ成功によってAppleはワイヤレスオーディオ機器の市場においてビーツ・エレクトロニクスとボーズに並ぶ存在感を発揮するブランドになる可能性も指摘しており、2017年1月から7月までに米国内で販売された左右分離形のワイヤレスイヤフォン計90万セットのうち、85％をAirPodsが占めていると発表しており、Appleが独占状態であると報じた。
2017年9月12日（太平洋夏時間）に行われたAppleのスペシャルイベントでは、新発表されたQi対応ワイヤレス充電器のAirPowerに対応する、AirPodsのワイヤレス充電ケースがスニークプレビューされ、AirPods（第2世代）とともに単体発売された。なお、ワイヤレス充電ケース単体の箱には、AirPowerのイラストが描かれているが、AirPowerの開発は中止された。
本体のバッテリーだけで5時間、ケースも使用すると24時間以上使用できるとされており、付属のケースで4回以上フル充電可能な計算になる。また、15分の充電で3時間の再生が可能となる急速充電にも対応している。

### 第2世代
2019年3月20日、「Hey Siri」の呼び出しに対応したAirPods（第2世代）が発表された。
Lightningコネクタによる充電のみに対応する「通常の充電ケース」に加え、Qi充電対応の「ワイヤレス充電ケース」と組み合わせたモデルが存在する。また、第1世代向けにワイヤレス充電ケースも単体で発売された。

### 第3世代
2021年10月18日、Apple Eventにて、デザインを刷新した、空間オーディオ対応のAirPods（第3世代）が発表された。同月26日発売。第2世代も引き続き販売された。
第2世代に引き続き充電ケースは、有線のみのものとQi充電対応のものが存在し、後者は新たにMagSafe (Qi2充電) にも対応した。

### 第4世代
2024年9月10日、Apple Eventにて、アクティブノイズキャンセリング搭載AirPods 4（AirPods 4(ANC)、上位モデル）とAirPods 4（ノイズキャンセリング非搭載モデル）の2モデルが発表された。同月20日発売。インナーイヤー型イヤフォンで初めてアクティブノイズキャンセリングを実現した。ケースはUSB-C搭載となった。
ANCモデルが税込29,800円、無印モデルが21,800円となっている。IP54、Apple Vision Proでのロスレスオーディオに対応した。ケース背面の設定ボタンが無くなり、代わりにケース正面をダブルタップする仕様となった。また、ANCモデルではApple WatchとQi充電器に対応、「探す」にも対応し、ケースにスピーカーが搭載されている。

## AirPods Pro

### 第1世代
2019年10月28日、アクティブノイズキャンセリング機能を特徴とする新しいデザインのAirPods Proが発表された。
AirPodsのようなオープン型ではなく、カナル型（厳密には異なり、Appleの公式な説明には一切ない）に変更されている。ノイズキャンセリングモードでは外向きと内向きの2つのマイクで音を毎秒200回分析しノイズを除去する。また、外部音取り込みモードでは、適度にノイズキャンセルをしつつマイクで拾った周囲の音を自然に聞き取れるようになっている。これらのモードはAirPods Pro本体の軸部分にある感圧センサーで切り替えることができ、感圧センサーでは曲の再生/一時停止、スキップなどもできる。
イヤーチップはシリコン製で、3種類（S・M・L）が同梱されている。独特の構造をしており、一般的なカナル型イヤフォンに使われるものとの互換性はない。当初はサポートサイトからの注文のみであったが、2020年4月からApple Store（オンライン）で単体での販売が開始された。
ノイズキャンセリングモードをオンにすると4時間半の音楽の再生ができ、ケースを使用すると24時間以上の再生が可能である。
2020年6月22日、iOS 14でドルビーアトモス（空間オーディオ）などの機能を追加することが発表された。
2021年10月、AirPods（第3世代）の発表とともに、MagSafe対応の充電ケースとなった。

### 第2世代
2022年9月8日、AirPods Pro（第2世代）が発表された。
同梱されるイヤーチップは4種類（XS・S・M・L）となった。Appleは、イヤーチップはAirPods Proの世代ごとに専用設計されていると説明している。
ケース自体に「探す」対応のスピーカーとUWBチップが搭載され、紛失したケースを探すことが可能となった。また側面にストラップホルダーも追加された。
2023年9月12日、ケースの充電端子がUSB-CとなったMagSafe充電ケース（USB-C）付きAirPods Pro（第2世代）が発表された。このケースは同年12月より単体でも販売された。
AirPods Pro 2（両モデル）でiOS 17と組み合わせることにより 、適応型オーディオ、会話感知、パーソナライズされた音量といった機能が利用できるようになった。また、MagSafe充電ケース（USB-C）付きモデル限定で、IP54に対応、Apple Vision Proでのロスレスオーディオへの対応が行われる。さらにiOS 18.1では、AirPods Pro 2（両モデル）でヒアリングチェックとヒアリング補助機能が利用できるようになった。